# Qingyun
Der Kreis Qingyun (chinesisch 庆云县, Pinyin Qìngyún Xiàn) ist ein Kreis in der chinesischen Provinz Shandong. Er gehört zum Verwaltungsgebiet der bezirksfreien Stadt Dezhou. Qingyun hat eine Fläche von 501,8 km² und zählt 294.684 Einwohner (Stand: Zensus 2010). Sein auptort ist die Großgemeinde Qingyun (庆云镇).

## Administrative Gliederung
Auf Gemeindeebene setzt sich der Kreis aus einem Straßenviertel, vier Großgemeinden und vier Gemeinden zusammen. 